# Kinder Freude
Kinder Freude ist ein Produkt der italienischen Firma Ferrero. Sammler in Deutschland verwenden auch die allgemeine Bezeichnung Maxi Ei.
Das Maxi Ei ist größer als das bekannte Überraschungsei. Es enthält aber auch eine Kapsel mit Überraschung und besteht aus braun/weißer Schokolade. In den 1970er-Jahren wurde das Maxi Ei zum ersten Mal in Deutschland auf den Markt gebracht. Nach einer Verkaufspause von den 1980er-Jahren bis 1996 erschien es in Deutschland im Frühjahr 1996 erneut, jeweils an Ostern in Eiform, an Halloween und Weihnachten in Kugelform. Bereits vor einigen Jahren wurde das Maxi Ei zu Halloween eingestellt. Das Ei wiegt ca. 150 g. Im Winter 2008 nahm die Firma Ferrero auch die zweite Form der Maxi Eier vom Markt und brachte ein kleineres Maxi Ei mit 100 g Gewicht auf den Markt.

## Figuren und sonstige Spielzeuge
Seit 2008 werden die kleineren Maxi Eier jeweils zu Ostern und Weihnachten – im Durchschnitt mit fünf bis sechs Inhalten verkauft. Neben Österreich und der Schweiz sind die neuen Maxi Eier (ab 2008) auch in anderen EU-Ländern erhältlich. Einige Inhalte wie die Happy Hippo Hochzeit (im größeren Maxi Ei) und die Happy Hippo Talent Show (im kleineren Maxi Ei) stammen von André Roche, einem bekannten Zeichner von Kinder Überraschungs (ÜEI) Figuren. Besonders beliebt bei Sammlern sind die Puzzles aus dem Maxi Ei, diese stammten in den 1990er Jahren von der Firma Ravensburger. Die Inhalte beziehen sich meist auf ein bestimmtes Thema oder auf Serien aus dem Überraschungsei. Jedem Inhalt liegt ein Beipackzettel bei, der von Sammlern aufbewahrt wird.